# Ілюхін Артем Ігорович
Артем Ігорович Ілюхін — український військовослужбовець, полковник 4 БрОП Національної гвардії України, учасник російсько-української війни. Лицар ордена Богдана Хмельницького III ступеня (2022).

## Життєпис
Від 2014 року на фронті. Учасник боїв за Луганський аеропорт, Дебальцеве, Мар'їнку, Маріуполь.
Був командиром 4-ї бригади оперативного призначення Національної гвардії України. З перших днів повномасштабного російського вторгнення в Україну захищав Гостомель, а згодом разом із бригадою обороняв Бахмут.
У квітні 2024 року призначений начальником Північного Київського територіального управління Національної гвардії України.

## Нагороди
- орден Богдана Хмельницького III ступеня (16 березня 2022) — за особисту мужність і самовіддані дії, виявлені у захисті державного суверенітету та територіальної цілісності України, вірність військовій присязі[5].

## Військові звання
- полковник.